# Tarsia
Tarsia é uma comuna italiana da região da Calábria, província de Cosenza, com cerca de 2.370 habitantes. Estende-se por uma área de 49 km², tendo uma densidade populacional de 48 hab/km². Faz fronteira com Bisignano, Corigliano Calabro, Roggiano Gravina, San Demetrio Corone, San Lorenzo del Vallo, San Marco Argentano, Santa Sofia d'Epiro, Spezzano Albanese, Terranova da Sibari.

## Demografia
| Variação demográfica do município entre 1861 e 2011                               |
|                                                                                   |
| Fonte: Istituto Nazionale di Statistica (ISTAT) - Elaboração gráfica da Wikipedia |